# Maruja Fernández
Maruja Fernández   (Cuba, 1925 - Piera, 12 de maig de 2001) va ser una locutora de ràdio espanyola.

## Biografia
Nascuda a Cuba de pares immigrants espanyols, en arribar a Espanya, després d'algunes incursions al món de l'espectacle, en el qual va arribar a treballar en la companyia d'Antonio Machín, amb obres com Canto a los trópicos, va passar al món de la ràdio. Va ingressar a Radio Nacional de España en 1955.
Durant els següents 35 anys la seva veu es va poder escoltar en la pròpia Ràdio Nacional d'Espanya i després a Radio Peninsular, on s'uneix a Jorge Arandes i Federico Gallo en el recordat programa Fantasia.
En 1962 es va ficar en el paper d'Elena Francis, que diàriament aconsellava a les dones espanyoles sobre els seus problemes i dubtes, des d'una perspectiva conservadora i masclista, relegant a les dones a un paper d'abnegada servidora del seu marit en un espai que compartia amb Pilar Morales, lectora de les preguntes de les oïdores. El mític consultori, autèntic fenomen sociològic en l'Espanya franquista, la va convertir en una figura històrica de la ràdio.
Molts anys més tard es descobriria que Elena Francis no era sinó un personatge que es limitava a llegir els guions escrits pel periodista Juan Soto Viñolo.
També va participar en alguns programes de Televisió espanyola a principis dels anys 60, dedicats també al món de la dona: Estilo (1962) de Javier de Segarra i Revista para la mujer (1963) de Pilar Miró.
Va rebre l'Antena de Oro de 1966 i el Premi Ondas a la Millor Locutora en 1966. Es va jubilar en 1990.